# Fernand Walder
Fernand Walder (Leuven, 5 april 1946) is een Belgisch voormalig volleyballer.

## Levensloop
Walder was actief bij Red Star Leuven.
Daarnaast was hij actief bij het Belgisch volleybalteam, waarmee hij onder meer deelnam aan de Olympische Zomerspelen van 1968.
Na zijn spelercarrière was hij onder meer coach van Red Star Leuven, Volley Kruikenburg Ternat, VC Zonhoven, Rembert Torhout en het damesteam VC Antonius Herentals.
Zijn schoonzoon David Verwimp en kleinzoon Kobe Verwimp zijn eveneens actief in het volleybal.